# Ontbreken van de materiële wederrechtelijkheid
Het ontbreken van de materiële wederrechtelijkheid is een juridische leer in het Nederlandse strafrecht die betekent dat een gedraging formeel wel voldoet aan de delictsomschrijving van een strafbaar feit, maar in uitzonderlijke gevallen toch niet strafbaar is omdat het materieel niet in strijd is met het recht. Dit komt voort uit het principe dat strafrecht niet alleen kijkt naar de formele naleving van de wet, maar ook naar de achterliggende bedoeling en maatschappelijke context.

## Leerstuk
Formele wederrechtelijkheidEen gedraging is wederrechtelijk als deze in strijd is met het recht volgens de wet. Bijvoorbeeld: het zonder toestemming betreden van andermans huis is wederrechtelijk (huisvredebreuk, art. 138 Sr).
Materiële wederrechtelijkheidIn uitzonderlijke situaties kan een gedraging formeel in strijd zijn met de wet, maar toch niet worden gezien als onrechtmatig omdat deze het rechtsbelang juist dient in plaats van schaadt. Bijvoorbeeld: het overtreden van een verkeersregel om een leven te redden.
Als een rechter oordeelt dat materiële wederrechtelijkheid ontbreekt, kan de verdachte ontslagen worden van rechtsvervolging, ondanks dat hij formeel een strafbaar feit heeft gepleegd.

## Het klassieke arrest: HRVeearts-arrest(1916)
Het ontbreken van de materiële wederrechtelijkheid werd voor het eerst erkend in het Veearts-arrest. Een veearts had een koe tegen de wet in een vaccinatie gegeven, zonder toestemming van de overheid. Dit was op dat moment strafbaar volgens de wet, omdat dit alleen met toestemming mocht om de volksgezondheid te beschermen. De rechtsvraag die centraal stond was of het handelen van de veearts strafbaar was, hoewel hij met zijn actie het belang van de volksgezondheid diende door ziekteverspreiding te voorkomen. De Hoge Raad oordeelde dat de veearts formeel de wet overtrad, maar zijn handelen was materieel gerechtvaardigd omdat hij een hoger rechtsbelang diende (de volksgezondheid). Dit leidde tot het ontbreken van materiële wederrechtelijkheid.

## Verschil met andere strafuitsluitingsgronden
Het ontbreken van materiële wederrechtelijkheid is geen expliciete strafuitsluitingsgrond zoals noodweer, overmacht of toestemming van de benadeelde, maar een impliciete uitzondering die in uitzonderlijke gevallen wordt toegepast:
Bij overmachtDe situatie dwingt de verdachte tot handelen, bijvoorbeeld bij een medische noodsituatie.
Bij ontbreken van materiële wederrechtelijkheidDe verdachte handelt in strijd met de wet, maar het handelen dient het doel van de wet zelf (rechtsbescherming of een hoger rechtsbelang).

## Voorwaarden voor toepassing
Voorwaarden voor toepassing zijn:
1. De gedraging moet het rechtsbelang beschermen dat de overtreden wet beoogt te beschermen.
2. De situatie moet uitzonderlijk zijn.
3. De proportionaliteit en subsidiariteit moeten in acht worden genomen.